# Cumberland, Virginia
Cumberland är administrativ huvudort i Cumberland County i Virginia. Vid 2010 års folkräkning hade Cumberland 393 invånare.